# Baulking
 (septembre 2023).
Baulking est une paroisse civile et un village de l'Oxfordshire, en Angleterre.